# Karl Gangloff

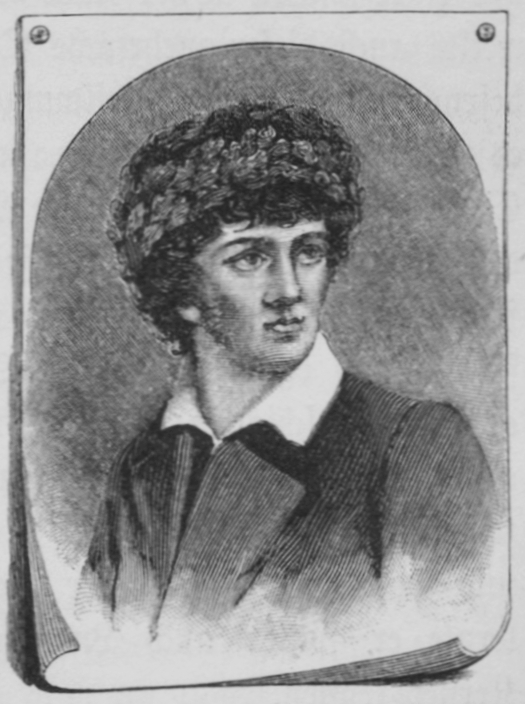
Karl Gangloff mit Eichenlaubkranz im Alter von etwa 23 Jahren

Karl Gangloff (* 17. Mai 1790 in Leutkirch im Allgäu; † 16. Mai 1814 in Merklingen) war ein deutscher Zeichner. Der junge Künstler genoss keine Ausbildung, sondern schuf als Dilettant großformatige Umrisszeichnungen nach literarischen Stoffen (Homer, Schiller, Bibel, Sagen, Mythologie), bevor er im Alter von 24 Jahren verstarb.

## Leben

### Frühe Jahre
Karl Wilhelm Gangloff wurde am 17. Mai 1790 in Leutkirch im Allgäu als zweites von drei Kindern des Registrators Friedrich Karl Gangloff und seiner Frau Jakobine Wilhelmine Mayer geboren. Seine beiden Schwestern starben früh, der 10-jährige Sohn blieb das einzige Kind seiner Eltern. Er wuchs in Leutkirch auf, „durch Grämlichkeit oder Pedanterey unverhindert“, und besuchte dort die evangelische Schule. 1800 verzog die Familie zunächst nach Augsburg, dann nach Weinsberg, wohin sein Vater als Amtspfleger versetzt wurde. 1810 wurde der Vater als Amtsschreiber des Kameralamts nach Merklingen versetzt, heute ein Stadtteil von Weil der Stadt, wo die Familie im Amtshaus wohnte.
Gangloffs kunstsinniger Onkel Friedrich Christoph Mayer (siehe Familie) wohnte in Heilbronn bzw. Kochendorf, die beide in kurzer Entfernung von Weinsberg lagen. Zwischen Gangloff und den vier Söhnen des Onkels entstand eine enge Freundschaft. Der älteste Sohn Karl Mayer studierte in Tübingen und weilte nur zum Besuch noch in seinem Elternhaus. Die jüngeren Vettern waren der Jurastudent und Dichter August Mayer, der 1812 beim Russlandfeldzug zu Tode kam, der Maler Louis Mayer (1791–1843) und der Kaufmann Fritz Mayer (1794–1884), der das Hüttenwerk Wasseralfingen und später die Saline Friedrichshall leitete. Mit diesen teilte Gangloff den Unterricht durch einen Hauslehrer und verbrachte zusammen mit ihnen die Freizeit mit Zeichnen und Malen, Ritterspielen und gemeinsamer Lektüre, vor allem von Ritterromanen, die den Grund legten für Gangloffs zeichnerische Vorliebe für Kampfmotive.

### Schreiber und Zeichner
Der junge Mann, dem jede künstlerische Ausbildung fehlte, schätzte seine dilettierende zeichnerische Beschäftigung nicht hoch ein, so dass er sich von seinem Vater widerspruchslos zum Schreiber ausbilden ließ. Als im September 1810 die Familie nach dem weit entfernten Merklingen umzog, ging für Gangloff die glückliche Jugendzeit zu Ende. Neben seinem Beruf entstanden nach wie vor Zeichnungen.
Außer in seinen Ritterromanen fand er seine künstlerischen Themen in Homers Ilias, dem Nibelungenlied, der Bibel, der antiken Mythologie und in Schillers Wilhelm Tell und Wallenstein. Er orientierte sich an Vorbildern wie John Flaxmans Illustrationen zu den Homerepen und den Zeichnungen der Brüder Franz und Johannes Riepenhausen zu Ludwig Tiecks Leben und Tod der heiligen Genoveva. Bei seinen Arbeiten beschränkte er sich auf Umrisszeichnungen. Seine frühesten bekanntgewordenen Blätter datieren aus dem Jahr 1809, meist mit Szenen aus der Ilias oder mit Kampfszenen.

### Stuttgarter Kunstausstellung

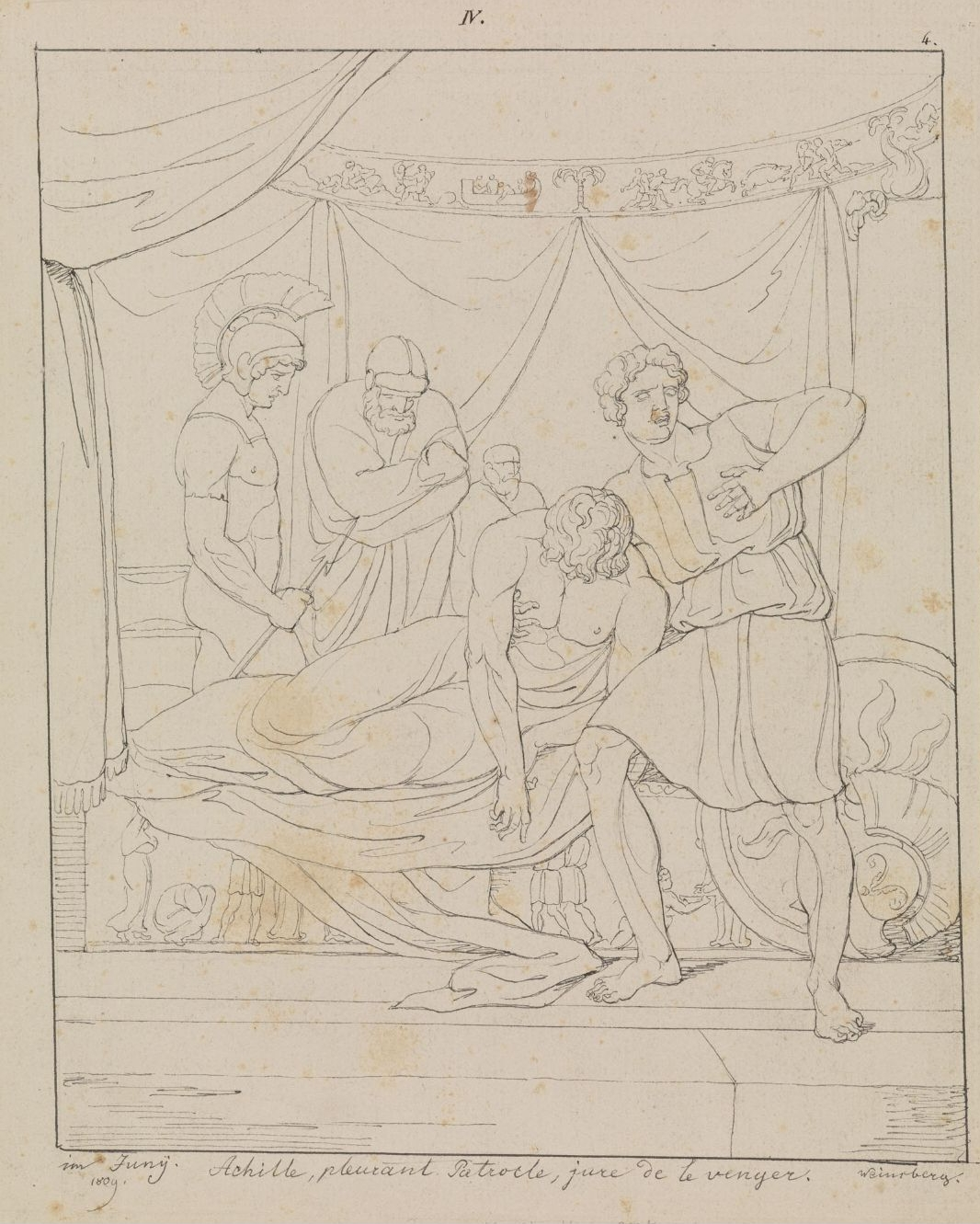
Karl Gangloff, Achill beweint Patroklos
34,7 × 51,5 cm, 1809

Trotz aller scheinbaren Ergebenheit in sein Schicksal als Schreiber schlummerte in ihm die Sehnsucht, sich ganz der Kunst zu widmen. Durch Karl Mayer lernte er Ludwig Uhland und Justinus Kerner kennen, die beide seine Arbeiten zu schätzen wussten. Sie bestellten bei ihm eine Buchillustration, die aber nicht zustande kam, weil Gangloff sich zur Anfertigung kleinformatiger Zeichnungen außerstande sah. Mit Unterstützung seiner Freunde präsentierte er im Mai/Juni 1812 in der ersten Stuttgarter Kunstausstellung mehrere Zeichnungen, darunter Achill beweint Patroklos. Hier konnte er auch zum ersten Mal Gemälde alter und neuer Meister bewundern. Sie regten ihn dazu an, seine bisherigen Umrisszeichnungen auch mit Schattierungen zu versehen. Johann Friedrich Cottas Morgenblatt für gebildete Stände nahm wohlwollend Notiz von dem jungen Künstler:

„Gangloff, von Merklingen, ein bis jetzt sich selbst überlassener und sich selbst bildender Dilettant, erregte durch seine ungemein kühnen und geistreichen Erfindungen die Bewunderung aller Liebhaber und Kenner. Entfernt von jeder Gelegenheit, sich durch Anschauen und Unterricht zu bilden, beschäftigt er sich aus innerem Drange, wörtliche Dichtungen in Bilder zu bringen, und zeichnet sie in Contouren. Von diesen Arbeiten sieht man mehrere und besonders eine große schöne Komposition nach harmonischem Texte.“

### Boisserée und Dannecker
Im Spätsommer 1812 unternahm Gangloff zusammen mit Karl Mayer und dem Heilbronner Silberwarenfabrikanten Peter Bruckmann eine Reise nach Heidelberg, um die berühmte altdeutsche Gemäldesammlung der Brüder Sulpiz und Melchior Boisserée zu besichtigen. Er war tief beeindruckt von den Gemälden und zeigte den Boisserées eigene Arbeiten. Sie erkannten das Talent des jungen Manns und erboten sich, ihn bei seiner künstlerischen Ausbildung zu unterstützen. Nun regte sich auch in seinem Vaterland Württemberg der Mäzenatengeist. Der Tübinger Verleger Johann Friedrich Cotta schickte ihn auf die Privatkunstschule des Bildhauers Johann Heinrich Dannecker, wo er sich ab Februar 1813 mit dem Kopieren antiker Gipsabgüsse beschäftigen musste, ebenso wie seine Mitschüler Conrad Weitbrecht und Trajano Wallis, mit denen er sich anfreundete.
Dannecker verbot ihm das Zeichnen nach der Natur und das Komponieren eigener Bilder. Der „junge Feuerkopf“ hielt das nicht aus und blieb Danneckers Schule fern. Unterhandlungen mit Dannecker führten zu keiner Einigung, und Cotta entzog Gangloff die Unterstützung. Dieser blieb trotzdem in Stuttgart und verlebte mit seinen Freunden „glückliche freie, auch durch eine Herzensneigung verschönte Tage“. Er schuf seine beiden letzten Werke, Abraham erblickt das gelobte Land und die Hermannsschlacht. Die „Reue über das Zerwürfnis mit seinen Gönnern und schwere Zukunftssorgen“, aber auch ständige Selbstzweifel und nagende Selbstkritik „steigerten seine Erregung zu einem nervösen Fieber“.
| - Sifrids Tod, 1812, posthum 1821 als Lithographie veröffentlicht. | - Studie zur Hermannsschlacht, 1814. |

### Lebensende
Gangloffs Mutter holte ihren leidenden Sohn 1814 in Stuttgart ab und brachte ihn nach Merklingen zurück. Der unverheiratete Karl Gangloff starb dort einen Tag vor seinem 24. Geburtstag am 16. Mai 1814. Seine Eltern zogen im Hungerjahr 1816 um nach Weil der Stadt, wo sich ihre Spur verliert.
Gangloffs Tod erregte großes Aufsehen und Mitleid, wie 1812 schon der Tod seines 20-jährigen Dichterfreundes August Mayer, der als Opfer des Napoleonischen Kriegs in Russland sein Leben verloren hatte. Seine überlebenden Dichterfreunde ehrten sein Andenken mit Gedichten:
- Justinus Kerner: Todten-Opfer für Karl Gangloff (1814) und An Gangloffs Geist (1819).[11]
- Ludwig Uhland: Auf Karl Gangloffs Tod (3 Sonette, 1815).[12]

1821 erschien Gangloffs Zeichnung Sifrids Tod (Kriemhild und Hagen an Siegfrieds Leiche) in einer großformatigen Lithographie von Ernst Fries.

## Familie
- Großvater väterlicherseits: Christof Jacob Gangloff († 1763), Amtmann in Hochdorf, verheiratet mit Sofie Luise Helene Bez (1718–1783).

- Großvater mütterlicherseits: Jacob Friedrich Mayer (1722–1809), Rat und Bergverwandter des Eisenhüttenwerks Laucherthal in Sigmaringen (* 1758), und Elisabeth Bez waren die Eltern von Gangloffs Mutter Jakobine Wilhelmine Mayer und von Friedrich Christoph Mayer.[13] Die vier Söhne von Friedrich Christoph Mayer, Gangloffs Vettern, waren:

- der Dichterjurist Karl Mayer (1786–1870),
- der Jurastudent und Dichter August Mayer, der 1812 beim Russlandfeldzug zu Tode kam,
- der Maler Louis Mayer (1791–1843)
- und der Kaufmann Fritz Mayer (1794–1884), der das Hüttenwerk Wasseralfingen und später die Saline Friedrichshall leitete.

## Ehrungen
In Gangloffs Geburtsstadt Leutkirch im Allgäu ist der Gangloffweg nach ihm benannt, umgeben von Straßen mit den Namen berühmter Künstler.

## Museen
- Braunschweig, Herzog Anton Ulrich-Museum, 10 Blätter.[14]
- Leutkirch im Allgäu, Museum im Bock.[15]
- Stuttgart, Staatsgalerie, Graphische Sammlung, etwa 70 teils doppelseitige Blätter.[16]